# Space Quest II: Vohaul's Revenge
Space Quest II: Vohaul's Revenge is een avonturenspel van Sierra Online en werd uitgebracht op 14 november 1987. Het spel is een vervolg van Space Quest: The Sarien Encounter. Net zoals zijn voorganger parodieert het spel het sciencefictiongenre. Het spel werd gemaakt met een verbeterde versie van Sierra's interne ontwikkeltool AGI.

## Verhaal
Bij het spel hoort een stripboek waarin wordt verteld wat tussen het einde van het eerste deel en start van het tweede deel gebeurde. Zo komt de speler te weten dat de aanval op het ruimteschip Arcada werd uitgevoerd in opdracht van Sludge Vohaul. Omdat protagonist Roger Wilco de uitvoering van de andere plannen van Sludge Vohaul heeft kunnen vermijden, is Vohaul nu uit op wraak.
Roger krijgt een nieuwe job op het Xenon Oribtal Station 4 waar hij hoofd wordt van de poetsdienst (en ook enige medewerker van de dienst). Alles is rustig tot wanneer hij wordt ontvoerd door Vohaul. Roger wordt gevangengenomen en ingezet als slaaf in de Labion-mijnen. Wanneer hij op een dag wordt overgebracht, crasht het schip in de jungle. Roger kan vluchten en verneemt dat Vohaul al het leven op de planeet Xenon wil uitroeien. Roger vindt uiteindelijk een manier om de aanslag te vermijden.
Op het einde van het spel wordt Roger in cryonisme gehouden.

## Ontvangst
Het spel werd over het algemeen positief ontvangen. Volgens Computer Gaming World is het spel vergelijkbaar met zijn voorganger, maar heeft het betere animatie, moeilijkere puzzels en vooral een betere interface. Het enige nadeel is dat sommige puzzels of conversaties optioneel zijn en de speler deze mogelijk mist.
Space Quest II werd het vierde bestverkochte spel van Sierra ooit. Het behaalde hiervoor een gouden medaille van de Software Publishers Association waardoor mag worden aangenomen dat het spel minstens 100 000 keer werd verkocht.

## Remake
Infamous Adventures berichtte op 1 april 2007 dat ze een remake gingen maken van het spel. Het bericht werd afgedaan als aprilgrap. Dit bleek onterecht, want het spel verscheen effectief op 1 januari 2011. In deze versie werden de graphics opgewaardeerd naar VGA-kwaliteit en werden de dialogen ingesproken. Verder werd de interface volledig aangepast en komt deze overeen met Space Quest IV.